# Хаппо
Хаппо (яп. 八峰町 Хаппо:-тё:) — посёлок в Японии, находящийся в уезде Ямамото префектуры Акита. Площадь посёлка составляет 234,20 км², население — 7533 человека (1 августа 2014), плотность населения — 32,16 чел./км².

## Географическое положение
Посёлок расположен на острове Хонсю в префектуре Акита региона Тохоку. С ним граничат город Носиро и посёлки Фудзисато, Фукаура.

## Население
Население посёлка составляет 7533 человека (1 августа 2014), а плотность — 32,16 чел./км². Изменение численности населения с 1980 по 2005 годы:
| 1980 | 11 638 чел. |  |
| 1985 | 11 152 чел. |  |
| 1990 | 10 677 чел. |  |
| 1995 | 10 138 чел. |  |
| 2000 | 9698 чел.   |  |
| 2005 | 9012 чел.   |  |